# Ból trzewny
Ból trzewny (wisceralny) – w praktyce klinicznej jeden z rodzajów bólu. Związany jest z procesami chorobowymi w obrębie narządów wewnętrznych. Jest to zazwyczaj ból rozlany, rwący lub ćmiący, czasem tętniący (ból pochodzenia naczyniowego). W powstawaniu bólów trzewnych odgrywa rolę niedokrwienie, rozciąganie ścian trzewi, skurcz mięśniówki, podrażnienie zakończeń nerwowych w otrzewnej, opłucnej lub osierdziu.